# Gary Winters
Gary Winters (* um 1957) ist ein amerikanischer Jazz- und Funkmusiker (Trompete, Flügelhorn, Arrangements).

## Wirken
Winters, der aus Kentucky stammt, begann mit 13 Jahren, als Musiker aufzutreten. Mehrere Jahre war er als Bariton und Trompeter Mitglied in der Folk- und Gospelgruppe The Joyfull Noise, mit der zwischen 1973 und 1978 mehrere Alben entstanden. Später tourte er international mit Fred Wesley, Pee Wee Ellis und David Krakauer. Er gehörte zur Band von Susanne Alt und arbeitete im Duo mit Danny Grissett. Weiterhin tritt er mit Tommy Schneller und mit der Bigband Fette Hupe (mit der vier Alben entstanden), dem Trio von Achim Kück und anderen Formationen aus Hannover auf. 
Winters hat zudem als Studiomusiker, etwa mit Bootsy Collins, George Clinton, Lenny Kravitz, Paul Carrack und Max Mutzke, und auf Kreuzfahrtschiffen gearbeitet. Er lebt in Deutschland.